# Vapenamnesti
Vapenamnesti brukar innebära en tidsbegränsad rätt att överlämna illegala vapen i myndigheternas händer utan att bli straffad eller ens registrerad för detta. Vanligen utfärdas vapenamnesti i samband med fredsavtal med och avveckling av gerillagrupper etc., men det kan även utfärdas mer allmänt för att minska antalet illegala vapen i samhället, till exempel vapen som kommit på avvägar i samband med arv.
Under tre månader 1993 rådde vapenamnesti i Sverige, varvid 17 000 oregistrerade skjutvapen och 15 ton ammunition lämnades in till polisen. På förslag från riksdagens justitieutskott genomfördes ytterligare en vapenamnesti mellan 1 mars och 31 maj 2007. Den gången med ett resultat av 13 835 oregistrerade vapen och vapendelar, samt 14 ton ammunition. En ny vapenamnesti rådde mellan mars och maj 2013. Resultatet blev att 15 132 vapen och vapendelar samt 36 ton ammunition lämnades in till polisen. Av det som lämnades in var ungefär 50 procent jaktvapen, cirka 30 procent var enhandsvapen och resterande 20 procent bland annat automatvapen, vapendelar, luftgevär och luftpistoler. Resultatet kan jämföras med utfärdade licenser där nästan 90 procent är jaktvapen och cirka 10 procent enhandsvapen.